# Armée du Nord (1806)
Pour les articles homonymes, voir Armée du Nord.
L'armée du Nord est l'ensemble des forces franco-hollandaises opérant dans le nord-ouest de l'Allemagne en 1806 sous les ordres du maréchal Mortier.

## Composition
L'armée du Nord est constitué du 8e corps français, formé de conscrits de 1806 rassemblés autour de Mayence, et de l'armée du nouveau royaume de Hollande.

## Actions
Le premier objectif de l'armée du Nord est de conquérir l'électorat de Hesse, dont le souverain a choisi l'alliance prussienne. Malgré les tentatives de Louis Bonaparte pour sauver le trône de son voisin et ami, Mortier entre dans Cassel. À la suite de cela, le roi Louis retire ses troupes de l'armée du Nord, désormais réduite au 8e corps. Mortier conquiert par la suite le Hanovre.